# Carol I - Un destin pentru România
Carol I - Un destin pentru România este un documentar istoric din 2009, regizat de Sergiu Nicolaescu și produs de MediaPro Pictures, cu sprijinul Consiliului Național al Cinematografiei.
Structura filmului este bazată pe ideea de flashback din unghiul subiectiv al lui Carol I. Aflat în ultimele luni de viață, bătrânul rege își rememorează domnia începută în 1866, cu momentul ei de vârf, câștigarea independenței României.
Carol I - Un destin pentru România include secvențe din mai multe filme ale lui Sergiu Nicolaescu, printre care Pentru patrie (1977), în care rolul regelui Carol I a fost interpretat tot de Sergiu Nicolaescu, mai tânăr cu 32 de ani, Osînda (1976), Ultima noapte de dragoste (1980), Capcana mercenarilor (1981) și Ciuleandra (1985).
Filmările au avut loc la Castelul Peleș și la Palatul Cotroceni. Secvențele filmate în 2008 alternează cu documente de arhivă.

## Rezumat
Vara anului 1914. La 75 de ani, regele Carol I, întemeietorul României moderne, trăiește retras în Castelul Peleș. O are alături pe regina Elisabeta, soție devotată și prietenă de suflet.
Monarhul înfruntă cu sobrietate suferințele fizice ale bătrâneții. Însă acestea nu sunt nimic pe lângă frământările sale morale. Carol I este într-o poziție dificilă: onoarea și rădăcinile de familie îi dictează să intre în război alături de Germania și Austro-Ungaria, dar opinia publică cere ca țara să rămână în neutralitate.
Bătrânul rege își joacă ultima carte în Consiliul de Coroană. El încearcă să îi convingă pe reprezentanții poporului să voteze pentru intrarea în război de partea Puterilor Centrale.

## Personaje

#### Carol I
Carol I este personajul dominant, în jurul căruia este construit întregul film. Este un bărbat mândru, dar discret. Carol se simte sfâșiat între datoria față de Germania și cea față de țara lui de adopție.

#### Regina Elisabeta
Dintre membrii familiei regale, regina Elisabeta este singura care îl susține pe Carol. Îi cunoaște toate metehnele și obiceiurile, fiind un martor discret și protectiv al frământărilor regelui.

#### Principele Ferdinand
Este nepotul de frate al lui Carol I și moștenitorul său desemnat prin testament. Influențat de soția sa, principesa Maria, Ferdinand nu îndrăzește să se impună în fața regelui.

#### Principesa Maria
Principesa Maria are un dispreț abia reținut pentru rege. Nu-și ascunde sentimentele, pronunțându-se pe față pentru intrarea țării în război alături de Antanta.

#### I.C. Brătianu
Președintele al Consiliului de Miniștri și ministru de război, I.C. Brătianu este exponentul curentului de opinie favorabil neutralității. Este un politician echilibrat și abil.

#### Amfitrionul
Naratorul filmului apare ca o prezență fizică în Castelul Peleș. Îl putem vedea și auzi doar noi, nu și eroii filmului.

## Distribuție

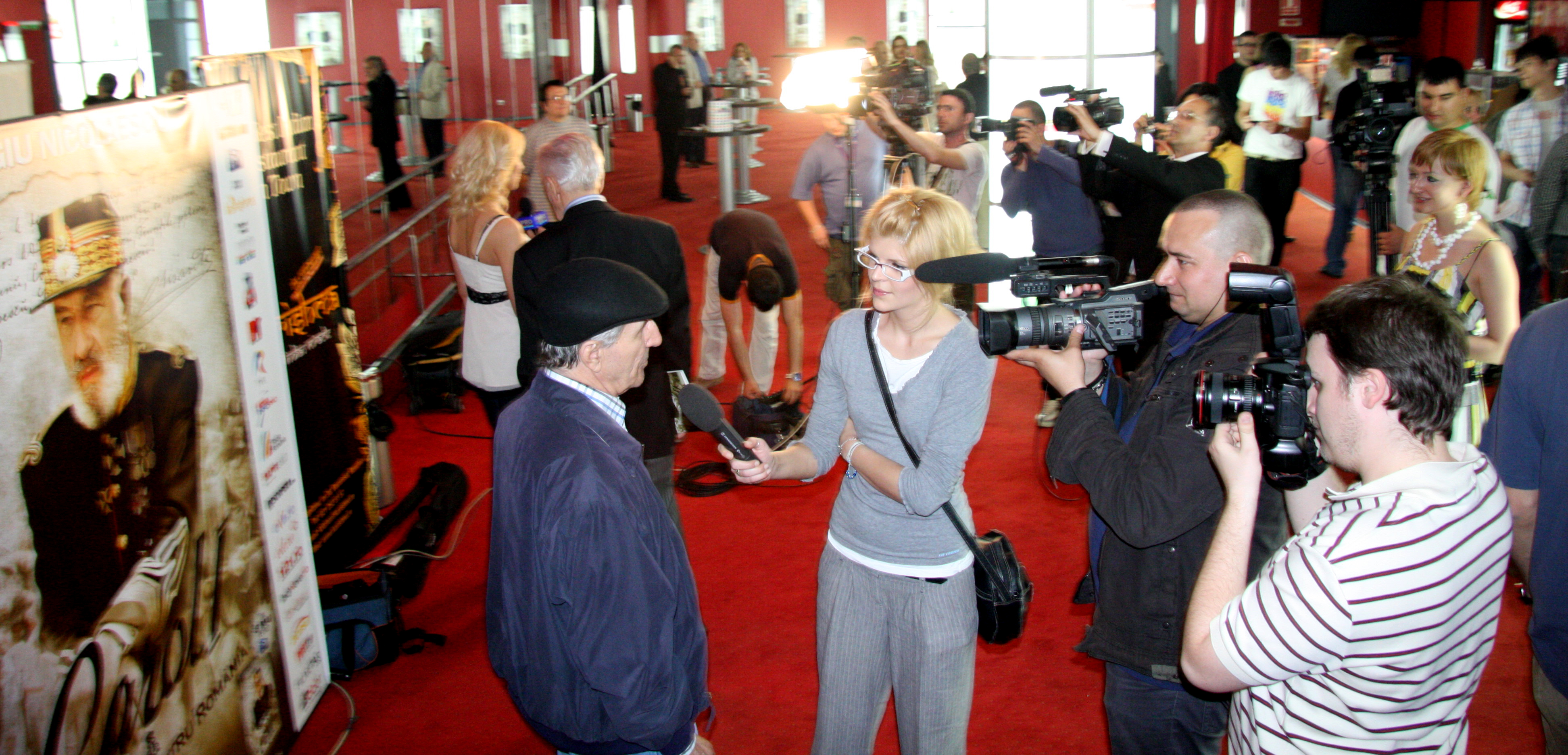
Gheorghe Dinică la premiera filmului Carol I - 2009

- Sergiu Nicolaescu — Carol I al României, domnitorul Principatelor Unite (1866-1881), apoi regele României (1881-1914)
- Marina Procopie — Elisabeta, soția regelui Carol I, regina României (1881-1914)
- Răzvan Vasilescu — Ion I.C. Brătianu, prim-ministrul României (1914-1918), ministrul de război (1914-1916)
- Cristian Moțiu — amfitrionul (naratorul)
- Andreea Măcelaru — Maria, soția principelui Ferdinand, principesa moștenitoare (1894-1914), apoi regina României (1914-1927)
- Geo Dobre — Ferdinand, principele moștenitor (1889-1914), apoi regele României (1914-1927)
- Mihai Niculescu — Alexandru Marghiloman, fruntaș al Partidului Conservator, viitor prim-ministru
- Dumitru Dumitru — Petre P. Carp, fost președinte al Partidului Conservator (1907-1913), fost prim-ministru
- Ion Lupu — Louis Basset, secretarul particular al regelui Carol
- Claudiu Istodor — Take Ionescu, președinte al Partidului Conservator-Democrat, fost ministru de externe, viitor prim-ministru
- Petre Moraru — Iancu Lahovary, fruntaș al Partidului Conservator, fost ministru de externe
- Ștefan Velniciuc — Ottokar Czernin, ambasadorul Austro-Ungariei la București (1913-1916)
- Ion Roxin — Theodor Rosetti, fruntaș al Partidului Conservator, fost prim-ministru
- Dragoș Ionescu — I.Gh. Duca, ministrul cultelor și instrucțiunii publice (1914-1918)
- Emil Slotea — Constantin G. Dissescu, fruntaș al Partidului Conservator-Democrat, fost ministru
- Manuel Vieru
- Ionel Leica
- Marian Condeescu
- Ion Popescu
- Ion Polizache
- Iov Precup
- Mircea Rădulescu
- Vlad Mihail
- Costel Iovu
- Gavril Candea
- Gheorghe Ciobanu
- Emanoil Petruț — Ion C. Brătianu, prim-ministrul României (1876-1881), tatăl lui Ion I.C. Brătianu
- Amza Pellea — gen. Alexandru Cernat, ministrul de război (1877, 1878)
- George Constantin — Mihail Kogălniceanu, ministrul de externe (1877-1878)
- Colea Răutu — col. Gheorghe Slăniceanu, șeful Marelui Stat Major al Armatei Române (1877)
- Ion Dichiseanu — generalul otoman Osman Pașa, comandantul trupelor otomane de la Plevna
- Cornel Coman — Marele Duce Nicolae al Rusiei, mareșal rus, comandantul Armatei Ruse în Războiul Ruso-Turc
- Mircea Albulescu — col. Mihail Cristodulo Cerchez, comandantul trupelor române în Asediul Plevnei
- Mircea Anghelescu — Alexandru al II-lea al Rusiei, țarul Rusiei (1855-1881)
- Iurie Darie — mr. Gheorghe Șonțu, erou al Războiului de Independență
- Silviu Stănculescu — col. Gheorghe Angelescu, comandantul Diviziei 3 Infanterie